# Mușchiul articular al cotului
Mușchiul articular al cotului (Musculus articularis cubiti) este un mușchi inconstant
aflat pe fața posterioară a articulației cotului, sub mușchiul anconeu (Musculus anconeus).  

## Inserții
Mușchiul articular al cotului este format din o parte din fibrele musculare profunde ale porțiunii distale a părții tendinoase a capului medial al mușchiului triceps brahial (Caput mediale musculi tricipitis brachii) și de fibre musculare care au originea pe marginea medială a fosei olecraniene (Fossa olecrani). Se îndreaptă radial și se fixează pe suprafață posterioară a capsulei articulației cotului.

## Raporturi
Este acoperit de mușchiul anconeu (Musculus anconeus).  

## Acțiune
Mușchiul articular al cotului este un tensor al părții posterioare a capsulei articulației cotului; el împiedică prinderea capsulei între suprafețele articulare în timpul extinderii antebrațului.

## Inervația
Inervația este dată de ramuri ale nervului radial (neuromer C6—C8).

## Vascularizația
Vascularizația este asigurată de artera brahială profundă (Arteria profunda brachii).